# Білл Пуллман
Білл Пуллман (англ. Bill Pullman; 17 грудня 1953) — американський актор.

## Біографія
Народився 17 грудня 1953 року в місті Горнелл штат Нью-Йорк. Є одним з семи дітей, мати Джоанна Блаас — медсестра, і батько Джеймс Пуллман — лікар. Після закінчення школи навчався у технічному коледжі, потім закінчив університет в Онеонті, де отримав ступінь бакалавра театрального мистецтва, а пізніше вступив до Массачусетського університету в Емгерсті на режисерський факультет.

## Кар'єра
Після закінчення навчання працював викладачем в театрі університету штату Монтана. Протягом чотирьох років успішно грав у театрах, включаючи «Фолджер» у Вашингтоні, крім того, довго працював на Бродвеї. У 1986 році Білл Пуллман спробував себе в кіно, знявшись у ролі Ерла Мотта в комедії режисера Джері Цукера «Безжальні люди». Через деякий час Білл Пуллман переїхав у Лос-Анджелес, де до 1987 року працював на театральній сцені. У 1987 році знаменитий режисер Мел Брукс запросив Білла Пуллмана на роль Лоуна Старра в комедію «Космічні яйця», пародія на фантастичний серіал «Зоряні війни». Ця роль принесла Біллу Пуллману чималий успіх в акторській кар'єрі, він став зніматися у відомих картинах.

## Особисте життя
У 1987 році одружився з Тамарою Гурвіц. У них троє дітей: Майса, Джек і Льюїс.

## Фільмографія
| Рік       |    | Українська назва                             | Оригінальна назва                     | Роль                             |
| --------- | -- | -------------------------------------------- | ------------------------------------- | -------------------------------- |
| 1986      | с  | Кегні та Лейсі                               | Cagney & Lacey                        | доктор Джордано                  |
| 1986      | ф  | Безжальні люди                               | Ruthless People                       | Ерл Мотт                         |
| 1987      | ф  | Космічні яйця                                | Spaceballs                            | капітан Самотня Зірка            |
| 1988      | ф  | Змій і веселка                               | The Serpent and the Rainbow           | Денніс Алан                      |
| 1988      | ф  | Ракета «Гібралтар»                           | Rocket Gibraltar                      | Кроу Блек                        |
| 1988      | ф  | Турист мимоволі                              | The Accidental Tourist                | Джуліан                          |
| 1989      | ф  | Холодні ноги                                 | Cold Feet                             | Бак Лейтем                       |
| 1989      | тф | В очікуванні                                 | Home Fires Burning                    | лейтенант Генрі Тіббетс          |
| 1990      | с  | Шоу Трейсі Ульман                            | The Tracey Ullman Show                | Шелдон Мосс                      |
| 1990      | ф  | Смерть мозку                                 | Brain Dead                            | Рекс Мартін                      |
| 1990      | ф  | Суперництво між дітьми                       | Sibling Rivalry                       | Ніколас Міні                     |
| 1990      | ф  | Світлий ангел                                | Bright Angel                          | Боб                              |
| 1990      | ф  | Непотоплювані                                | Going Under                           | Біф Банер                        |
| 1991      | ф  | Лібестраум                                   | Liebestraum                           | Пол Кесслер                      |
| 1991      | кф |                                              | Blood Drips Heavily on Newsies Square | репортер                         |
| 1992      | тф | Без розуму від любові                        | Crazy in Love                         | Нік Симондс                      |
| 1992      | ф  | Нервові тики                                 | Nervous Ticks                         | Йорк Дейлі                       |
| 1992      | ф  | Продавці новин                               | Newsies                               | Браян Дентон                     |
| 1992      | ф  | Їх власна ліга                               | A League of Their Own                 | Боб Гінсон                       |
| 1992      | ф  | Одинаки                                      | Singles                               | доктор Джеффрі Джемісон          |
| 1993      | кф | Телефон                                      | Phone                                 |                                  |
| 1993      | ф  | Соммерсбі                                    | Sommersby                             | Орін Мічем                       |
| 1993      | ф  | Несплячі в Сієтлі                            | Sleepless in Seattle                  | Волтер                           |
| 1993      | ф  | Здатна на все                                | Malice                                | Енді                             |
| 1993      | ф  | Містер Джонс                                 | Mr. Jones                             | майстер                          |
| 1994      | ф  | Послуга                                      | The Favor                             | Пітер Вайтінг                    |
| 1994      | ф  | Останнє спокушання                           | The Last Seduction                    | Клей Грегорі                     |
| 1994      | ф  | Вайетт Ерп                                   | Wyatt Earp                            | Ед Мастерсон                     |
| 1995      | ф  | Поки ти спав                                 | While You Were Sleeping               | Джек                             |
| 1995      | ф  | Каспер                                       | Casper                                | доктор Джеймс Гарві              |
| 1995      | с  | Ідеальні злочини                             | Fallen Angels                         | Річ Тербер                       |
| 1996      | ф  | Пан Помилка                                  | Mr. Wrong                             | Вітмен Кроуфорд                  |
| 1996      | ф  | День незалежності                            | Independence Day                      | президент Томас Джей Вітмор      |
| 1996      | тф | Судова помилка                               | Mistrial                              | Стів Донохью                     |
| 1997      | тф | З Різдвом, Джордж Бейлі                      | Merry Christmas, George Bailey        | Джордж Бейлі                     |
| 1997      | ф  | Загублене шосе                               | Lost Highway                          | Фред Медісон                     |
| 1997      | ф  | Кінець насильства                            | The End of Violence                   | Майк Макс                        |
| 1998      | ф  | Нульовий ефект                               | Zero Effect                           | Деріл Зеро                       |
| 1999      | ф  | Лейк Плесід: Озеро страху                    | Lake Placid                           | Джек Веллс                       |
| 1999      | ф  | Зруйнований палац                            | Brokedown Palace                      | Генк Грін                        |
| 1999      | ф  | Шпигунські ігри, або Історія вершиться вночі | History Is Made at Night              | Гаррі Гоу / Ерні Голлідей        |
| 2000      | ф  | Винний                                       | The Guilty                            | Каллум Крейн                     |
| 2000      | ф  | Людина складається в основному з води        | A Man Is Mostly Water                 | фашист на стоянці                |
| 2000      | ф  | Щасливі номери                               | Lucky Numbers                         | детектив Пет Лейквуд             |
| 2000      | тф | Вірджинець                                   | The Virginian                         | Вірджинець                       |
| 2000      | мф | Титан після загибелі Землі                   | Titan A.E.                            | капітан Джозеф Корсо             |
| 2000      | с  | Американські майстри                         | American Masters                      | Едвард Кертіс                    |
| 2001      | с  | Нічні бачення                                | Night Visions                         | майор Бен Дарнелл                |
| 2002      | ф  | Запалювання                                  | Ignition                              | заступник маршала Конор Галлахер |
| 2002      | ф  | Ігбі йде на дно                              | Igby Goes Down                        | Джейсон                          |
| 2002      | ф  | 29 пальм                                     | 29 Palms                              | продавець квитків                |
| 2003      | ф  | Нещастя Ріка                                 | Rick                                  | Рік О'Летті                      |
| 2004      | тф | Тигрячий рейс                                | Tiger Cruise                          | командер Гері Долана             |
| 2004      | ф  | Прокляття                                    | The Grudge                            | Пітер                            |
| 2004      | ф  | Люба Венді                                   | Dear Wendy                            | Крагсбі                          |
| 2005      | с  | Одкровення                                   | Revelations                           | доктор Річард Мессі              |
| 2006      | ф  | Розтин прибульця                             | Alien Autopsy                         | Морган Банер                     |
| 2006      | ф  | Дуже страшне кіно 4                          | Scary Movie 4                         | Генрі Гейл                       |
| 2007      | ф  | Убий мене                                    | You Kill Me                           | Дейв                             |
| 2007      | ф  | Син нобелівського лауреата                   | Nobel Son                             | Макс Маринер                     |
| 2008      | ф  | Шоковий ефект                                | Bottle Shock                          | Джим Барретт                     |
| 2008      | ф  | Фібі в Країні чудес                          | Phoebe in Wonderland                  | Пітер Ліхт                       |
| 2008      | с  | Закон і порядок: Спеціальний корпус          | Law & Order: Special Victims Unit     | Курт Мосс                        |
| 2008      | ф  | Спостереження                                | Surveillance                          | Сем Головей                      |
| 2008      | ф  | Тут — ваше ім'я                              | Your Name Here                        | Вільям Дж. Фрік                  |
| 2010      | ф  | Убивця всередині мене                        | The Killer Inside Me                  | Біллі Бой Вокер                  |
| 2010      | ф  | Пікок                                        | Peacock                               | Едмунд Френч                     |
| 2010      | ф  | Ріо секс комедія                             | Rio Sex Comedy                        | Вільям                           |
| 2010      | тф | Натан проти Природи                          | Nathan vs. Nurture                    | Артур                            |
| 2011      | тф | Занадто крутий для невдачі                   | Too Big to Fail                       | Джеймі Даймон                    |
| 2011      | тф | Невинний                                     | Innocent                              | Расті Сабіч                      |
| 2011      | ф  | Погана матуся                                | Bringing Up Bobby                     | Волт                             |
| 2011      | с  | Торчвуд                                      | Torchwood                             | Освальд Данес                    |
| 2012—2013 | с  | Пенсильванія-авеню, 1600                     | 1600 Penn                             | Президент Дейл Гилкрист          |
| 2012      | ф  | Лола проти                                   | Lola Versus                           | Ленні                            |
| 2013      | ф  | Кохання у пустелі                            | May in the Summer                     | Едвард                           |
| 2014      | с  |                                              | Ten X Ten                             | Man 60s                          |
| 2014      | ф  | Червоне небо                                 | Red Sky                               |                                  |
| 2014      | ф  | Цимбелін                                     | Cymbeline                             | Сицилій Леонатус                 |
| 2014      | ф  | Праведник                                    | The Equalizer                         | Браян Пламмер                    |
| 2015      | ф  | Ультраамериканці                             | American Ultra                        | Раймонд Крюгер                   |
| 2015      | ф  |                                              | Brother in Laws                       |                                  |
| 2016      | ф  | День незалежності 2                          | Independence Day: Resurgence          | президент Вітмор                 |
| 2017      | ф  | Битва статей                                 | Battle of the Sexes                   | Джек Крамер                      |
| 2018      | ф  | Праведник 2                                  | The Equalizer 2                       | Браян Плюммер                    |
| 2019      | ф  | Темні води                                   | Dark Waters                           | Гаррі Дайцлер                    |
| 2021      | с  | Голстон                                      | Halston                               | Девід Махоні                     |